# Herby województw II Rzeczypospolitej

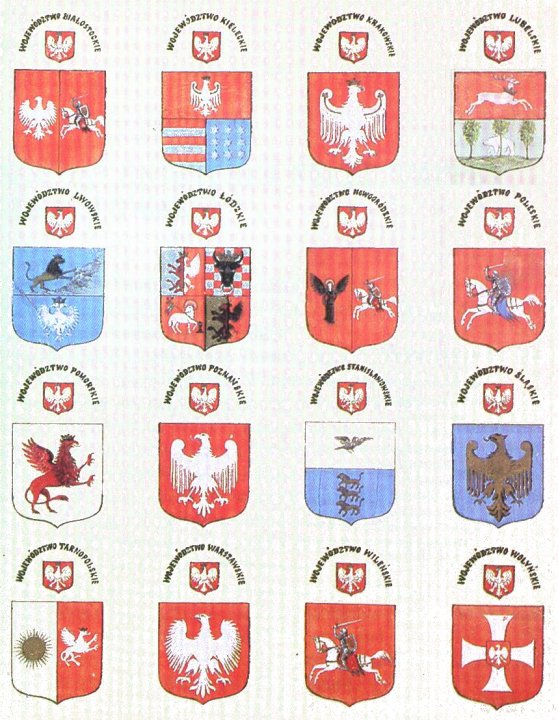
Plansza z projektami herbów województw II RP autorstwa Wacława Granicznego

Herby województw II Rzeczypospolitej nie zostały oficjalnie zatwierdzone, chociaż obligowało do tego rozporządzenie Prezydenta Rzeczypospolitej z 13 grudnia 1927 r. Na podstawie tego rozporządzenia powołano komisję, która miała przygotować projekty herbów. Istniało wiele kontrowersji, szczególnie w sprawie herbów województw niehistorycznych. Ostatecznie ustalono przedstawienia, a projekty narysował Wacław Graniczny. Dla województw nowych stworzono herby będące kompilacją herbów poszczególnych ziem czy województw I Rzeczypospolitej. Ostateczne rysunki opracował Zygmunt Lorec. Między 8 czerwca a 6 lipca przygotowano projekt rozporządzenia Prezydenta RP w sprawie nadania herbów województwom. Rozporządzenie to jednak nie weszło w życie z powodu planowanej reformy podziału administracyjnego. Reformę przeprowadzono jednak dopiero 1 kwietnia 1938 i 1939 r. W maju 1939 po zmianach granic województwo poznańskie wystąpiło o zatwierdzenie swojego herbu, czego jednak nie zdążono uczynić przed 1 września 1939 r.
Jednocześnie podejmowano również oddolne próby ustanowienia herbów. Sejmik Krajowy Poznański uchwalił herb – białego orła Przemysła II z herbem województwa kaliskiego na piersi. Wojewoda śląski zwrócił się w piśmie z dnia 21 listopada 1928 r. do Ministerstwa Spraw Wewnętrznych o zatwierdzenie historycznie uzasadnionego herbu województwa śląskiego. Herb ten miał przedstawiać złotego orła z czasów księcia opolskiego Bolesława I na tarczy średniowiecznej typu francuskiego w kolorze ciemnego kobaltu. Do przedstawienia tego nie miano zastrzeżeń, ale nie uzyskało zatwierdzenia ze względu na planowane ustanowienie wszystkich herbów jednym rozporządzeniem.

## Projekty herbów województw
Rekonstrukcje projektowanych herbów województw (przedstawienie współczesne):

województwo białostockie
województwo kieleckie
województwo krakowskie
województwo lubelskie
województwo lwowskie
województwo łódzkie
województwo nowogródzkie
województwo poleskie
województwo pomorskie
województwo poznańskie
województwo stanisławowskie
województwo śląskie
województwo tarnopolskie
województwo warszawskie
województwo wileńskie
województwo wołyńskie